# Microrégion d'Alto Guaporé

Localisation de la microrégion d'Alto Guaporé

La microrégion d'Alto Guaporé est l'une des trois microrégions qui subdivisent le sud-ouest de l'État du Mato Grosso au Brésil.
Elle comporte 5 municipalités qui regroupaient 68 364 habitants en 2006 pour une superficie totale de 31 487 km2.

## Municipalités[1]
- Conquista D'Oeste
- Nova Lacerda
- Pontes e Lacerda
- Vale de São Domingos
- Vila Bela da Santíssima Trindade